# Eli Thayer
Pour les articles homonymes, voir Thayer.
Eli Thayer (11 juin 1819-15 avril 1899) était un homme politique américain abolitionniste qui joua un rôle déterminant dans l'histoire de la conquête de l'Ouest et des événements qui furent à l'origine de la guerre de Sécession.

## Biographie
Né en 1819 à Mendon, diplômé en 1840 de la Worcester Academy, il fut l'élu de l'État du Massachusetts à la chambre des représentants américaine de 1857 à 1861. Il a créé en 1848 l'Oread Institute, à Worcester (Massachusetts) pour favoriser la promotion sociale des jeunes femmes.
Il fut l'organisateur de la croisade du Kansas, dont le but était de s'assurer que l'admission du futur État du Kansas dans l'Union se ferait sous le statut d'un « État libre », c'est-à-dire dépourvu d'esclaves, ce qui l'amena à créer peu après l'Acte Kansas-Nebraska, la Massachusetts Emigrant Aid Company, qui fusionna en 1855 avec la New York Emigrant Aid Company pour devenir la New England Emigrant Aid Company. Son agent dans ce combat était le médecin Charles L. Robinson, un ancien de la ruée vers l'or en Californie, qui deviendra en 1861 le premier gouverneur du nouvel État du Kansas. Le pasteur abolitionniste new-yorkais Henry Ward Beecher leur a pour sa part  fourni des centaines de fusils Sharps achetés par souscription auprès de sa congrégation, surnommés bibles de Beecher.
C'est à l'instigation d'Eli Thayer que furent créées en 1854 les villes de Lawrence (Kansas), Wakarusa, Topeka, Manhattan (Kansas), et Osawatomie (Kansas). Le conflit avec l'armée des Border Ruffians, levée par les planteurs de coton du Missouri, provoqua dès novembre 1854 les violences qui ensanglantèrent le Bleeding Kansas de 1854 à 1861.